# Giacomo Panizza
Giacomo Panizza (Castellazzo Bormida, 27 marzo 1803 – Milano, 1º maggio 1860) è stato un compositore italiano.

## Biografia
Nato in una famiglia agiata, apprese i primi rudimenti delle lettere sotto la direzione di suo padre Francesco, proseguendo i suoi studi nel collegio di Alessandria, dove si applicò allo studio della filosofia. Sin da piccolo aveva nutrito una forte propensione per la musica. A quindici anni iniziò a studiare il pianoforte con l'organista di San Martino. Poi studiò contrappunto con il maestro di cappella della cattedrale di Alessandria, il quale convinse il padre a mandarlo in Milano per proseguire gli studi.
Trasferitosi a Milano nel 1823, non potendosi iscrivere al Conservatorio, l'anno successivo iniziò a prendere lezioni dal maestro Vincenzo Lavigna, maestro concertatore al Teatro alla Scala. Dal 1827 fu sostituto onorario dello stesso Lavigna e divenne effettivo dal 1832. Nel 1848 fu scritturato in qualità di maestro concertatore del teatro Covent Garden di Londra. Nel 1857 iniziò a soffrire di una malattia cardiaca che limitò molto la sua attività di direttore. Scritturato per il Teatro Regio di Torino nel 1859 avrebbe dovuto mettere in scena l'Otello di Gioachino Rossini, ma ne fu impedito dalla malattia che, pochi mesi dopo il suo ritorno in Milano, lo avrebbe condotto alla tomba.
Fu maestro di canto e compositore di alcune opere liriche; musicò anche numerosi balletti per la Scala.
Tra i suoi allievi ebbe tra gli altri Carlo Guasco.